# Eucynorta
Eucynorta is een geslacht van hooiwagens uit de familie Cosmetidae.
De wetenschappelijke naam Eucynorta is voor het eerst geldig gepubliceerd door Roewer in 1912. 

## Soorten
Eucynorta omvat de volgende 34 soorten:
- Eucynorta albimarginata
- Eucynorta albipustulata
- Eucynorta amazonica
- Eucynorta analis
- Eucynorta areolata
- Eucynorta atra
- Eucynorta biguttata
- Eucynorta bipectinata
- Eucynorta bipunctata
- Eucynorta coccinelloides
- Eucynorta conigera
- Eucynorta difficilis
- Eucynorta insularis
- Eucynorta interposita
- Eucynorta longispina
- Eucynorta lutea
- Eucynorta maculosa
- Eucynorta malleata
- Eucynorta ornata
- Eucynorta picta
- Eucynorta pictipes
- Eucynorta puncticulata
- Eucynorta quadripustulata
- Eucynorta reducta
- Eucynorta reimoseri
- Eucynorta schmidti
- Eucynorta tenuipes
- Eucynorta transversalis
- Eucynorta tristani
- Eucynorta unicolor
- Eucynorta venosa
- Eucynorta vidua
- Eucynorta virescens
- Eucynorta wiedenmayeri